# Scottish Borders

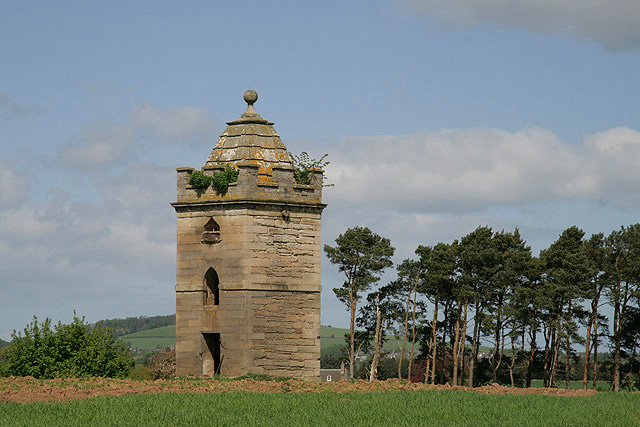
Nisbet Kill-Taubenhaus

Scottish Borders (Gälisch: Crìochan na h-Alba) ist seit 1996 eine der 32 Council Areas in Schottland. Sie grenzt im Westen an Dumfries and Galloway, im Nordwesten an South Lanarkshire, im Norden an East Lothian und Midlothian, im Nordosten an die Nordsee und im Süden an die englische Grafschaft (county) Northumberland. Der Verwaltungssitz ist in Newtown St Boswells. In den Jahren zwischen 1975 und 1996 bildete das Gebiet unter dem Namen Borders eine schottische Region.

## Geographie
Die Borders bilden einen Teil der Southern Uplands, eine der drei geografischen Regionen Schottlands. Eine agrarisch genutzte Hügellandschaft beherrscht den Süden und Norden der Region, wohingegen der Osten in erster Linie flach und eben ist und nur selten kleinere Hügelgruppen aufweist; im Westen gibt es Erhebungen über 500 m.
Der Fluss Tweed fließt von Westen nach Osten durch die Region und entwässert zusammen mit seinen zahlreichen Nebenflüssen die Gegend. Auf den letzten 32 km seines Verlaufs bildet er die natürliche Grenze zu England und mündet schließlich in Berwick-upon-Tweed in die Nordsee.
Die Landschaft ist eher dünn besiedelt. Die beiden größten Städte sind Galashiels und Hawick mit jeweils etwa 15.000 Einwohnern. Die meisten Orte haben weniger als 2.000 Einwohner.

## Geschichte
Die Region Borders wurde im Jahr 1975 aus den Grafschaften Peeblesshire, Roxburghshire, Selkirkshire und Berwickshire gebildet, aber ursprünglich umfasste der Begriff „Borders“ auch alle weiteren Grafschaften die direkt an der englischen Grenze liegen, wie z. B. Dumfriesshire auf schottischer und Northumberland auf englischer Seite. Roxburghshire und Berwickshire trugen die Hauptlast in den Konflikten mit England. Daher findet man in der gesamten Region viele Ruinen zerstörter Klöster, Schlösser und selbst Städte. Die Region Borders war in vier Districts gegliedert:
- Berwickshire
- Ettrick and Lauderdale
- Roxburgh
- Tweeddale

Im Jahr 1996 wurden die Regionen und Districts in Schottland abgeschafft und durch 32 Council Areas ersetzt. Die vier Districts der Region Borders wurden aufgelöst und aus der ganzen Region wurde die Council Area Scottish Borders gebildet.

## Verkehr
Ab 1849 wurden die Borders durch die Waverley Line von Edinburgh nach Hawick für den Eisenbahnverkehr erschlossen. Nachdem die Strecke im Jahr 1862 bis Carlisle verlängert worden war, bestand auch eine Anbindung nach Süden. Zudem wurde der Osten der Borders durch die East Coast Main Line (ECML) erschlossen. Diverse Zweigstrecken bedienten die nicht direkt an der Waverley Line oder der ECML liegenden Städte und Orte. Erste Stilllegungen von unrentablen Zweigstrecken erfolgten bereits vor dem Zweiten Weltkrieg. Im Zuge der Beeching-Axt verloren die Borders in den Jahren von 1963 bis 1969 ihr gesamtes Eisenbahnnetz mit Ausnahme der ECML. An dieser wurden allerdings alle Bahnhöfe auf dem Gebiet der Scottish Borders geschlossen, so dass die Region seitdem die einzige schottische Region ohne jeden Bahnanschluss war. 
Entsprechend einem im Jahr 2006 gefassten Beschluss des schottischen Parlaments wurde die Waverley Line ab 2012 auf einem Teilabschnitt wieder aufgebaut. Im September 2015 ging die Strecke zwischen Edinburgh und Tweedbank bei Galashiels wieder in Betrieb. Angeboten wird seitdem von ScotRail ein Halbstundentakt an Werktagen und ein Stundentakt an Sonntagen. Lokal gibt es Forderungen, die Strecke über Melrose nach Hawick zu verlängern, eventuell auch bis Carlisle. Bis zur Inbetriebnahme der neu als Borders Railway bezeichneten Strecke waren Berwick-upon-Tweed, Edinburgh-Waverley und Carstairs Junction die nächsten Bahnhöfe für die Borders.
Die Borders haben keinen Zivilflughafen. Die nächstgelegenen Flughäfen sind die internationalen Flughäfen von Edinburgh und Newcastle-upon-Tyne.

## Orte

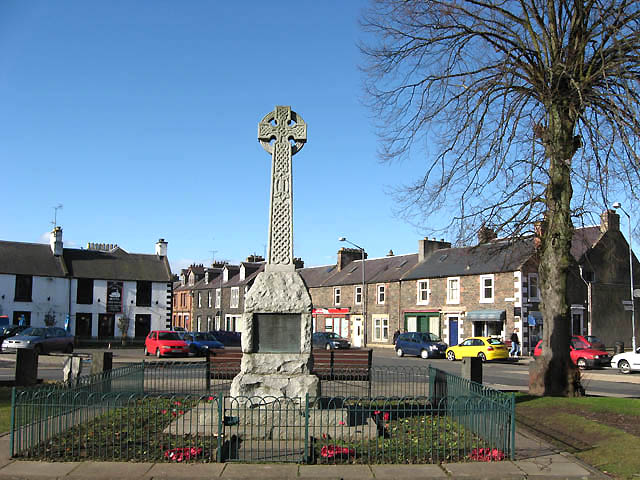
Earlston

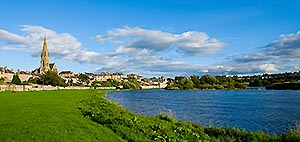
Kelso

- Abbey St. Bathans
- Ancrum
- Bemersyde
- Bowden
- Broughton
- Burnfoot
- Burnmouth
- Camptown
- Cessford
- Chirnside
- Cockburnspath
- Coldingham
- Coldstream
- Cove
- Crailing
- Crosslee
- Denholm
- Drumelzier
- Dryburgh
- Duns
- Earlston
- Eddleston
- Etrrickbridge
- Eyemouth
- Foulden
- Galashiels
- Greenlaw
- Hawick
- Hume
- Innerleithen
- Jedburgh
- Kelso
- Kirk Yetholm
- Ladykirk
- Lauder
- Leitholm
- Longformacus
- Melrose
- Newcastleton
- Newtown St. Boswells
- Paxton
- Peebles
- Reston
- Romannobridge
- Roxburgh
- Selkirk
- Smailholm
- St Abbs
- Stichill
- Stow
- Swinton
- Town Yetholm
- Tweedbank
- Tweedsmuir
- Walkerburn
- West Lynton
- Westruther

## Sehenswürdigkeiten

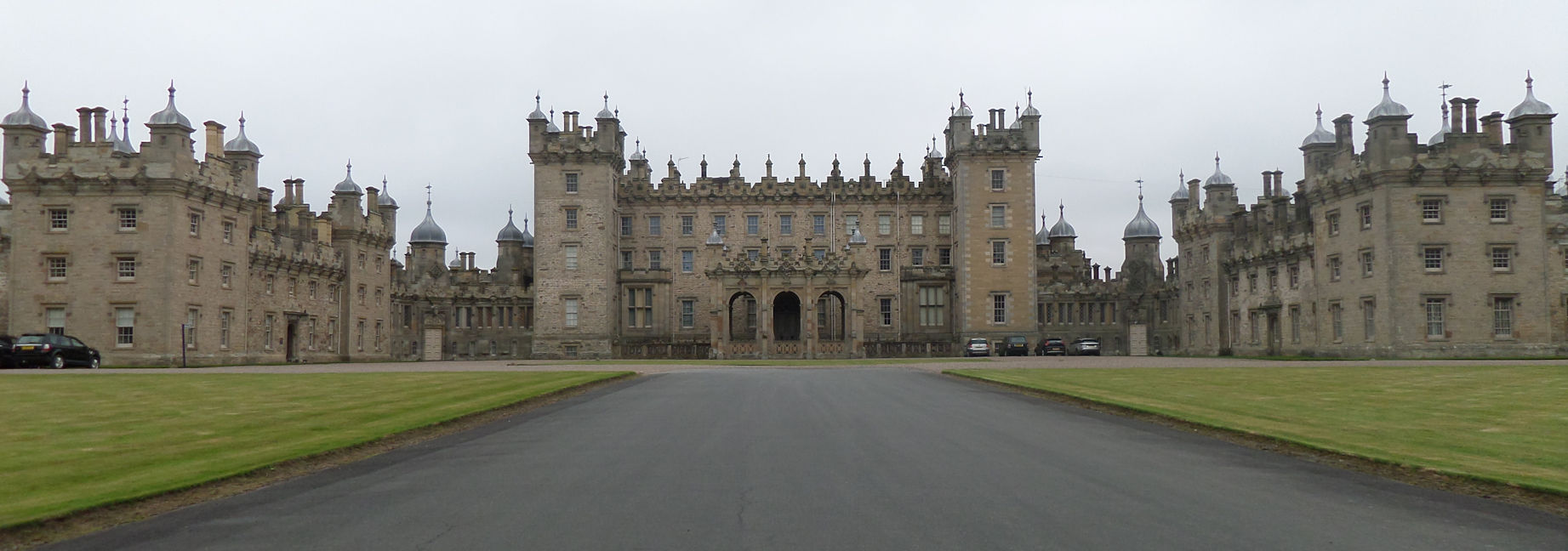
Floors Castle bei Kelso

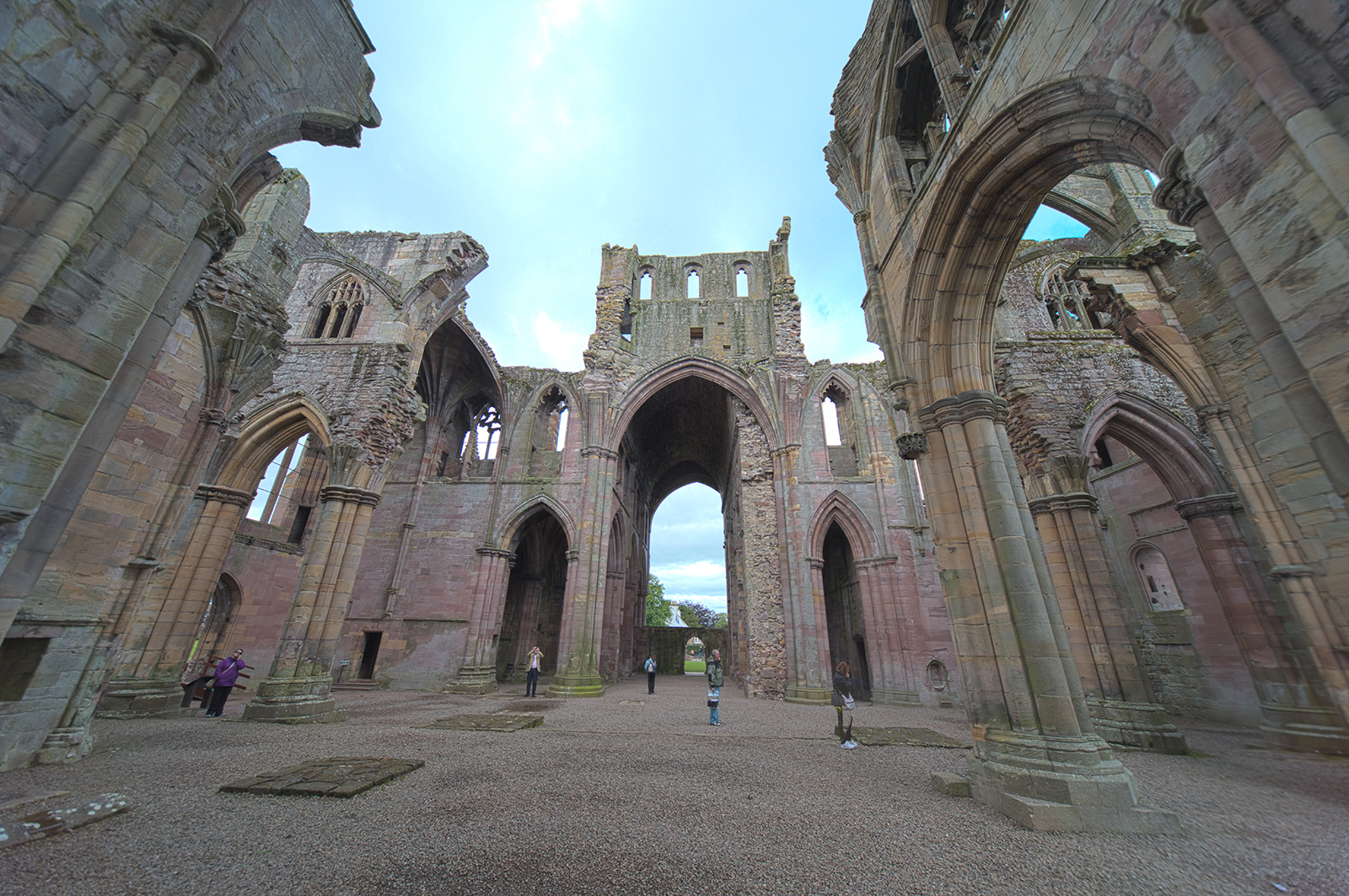
Melrose Abbey

- Abbotsford House
- Ayton Castle
- Bowhill House
- Broomhouse Mains
- Cheviot Hills
- Dawyck Botanic Gardens
- Dreva Fort
- Dryburgh Abbey
- Duns Castle
- Earn’s Heugh Forts
- Edin’s Hall, Broch
- Ettrick Forest
- Eyemouth Museum
- Floors Castle
- Glentress Forest
- Great Polish Map of Scotland
- Greenknowe Tower
- Harmony Garden
- Hawkshaw
- Hermitage Castle
- Jedburgh Abbey
- Jedburgh Castle
- Kelso Abbey
- Lammermuir Hills
- Lauderdale
- Manderston House
- Megget Reservoir
- Mellerstain House
- Melrose Abbey
- Monteviot House
- Neidpath Castle
- Pennine Way
- Priorwood Garden
- Robert Smail’s Printing Works
- Smailholm Tower
- Southern Upland Way
- St Abbs Head
- St Mary’s Loch
- St Ronans Wells
- Teviotdale
- Thirlestane Castle
- Traquair House
- Trimontium
- Waterloo Monument

## Politik
Der Council der Scottish Borders umfasst 34 Sitze, die sich wie folgt auf die Parteien verteilen:
| Partei                  | Sitze |
| ----------------------- | ----- |
| Conservative            | 15    |
| Scottish National Party | 9     |
| Unabhängig              | 8     |
| Liberal Democrats       | 2     |